# Chronos Verlag (Schweiz)
Die Chronos Verlag AG ist ein Schweizer Buchverlag mit Sitz in Zürich.
Anfänglich auf die Publikation von Büchern aus den Bereichen Wirtschafts- und Sozialgeschichte spezialisiert, umfasst das heutige Verlagsprogramm Fachbücher und Sachbücher aus unterschiedlichen Themenbereichen. Weiterhin gibt der Chronos Verlag die auf geschichtswissenschaftliche und gesellschaftspolitische Themen spezialisierte Zeitschrift «Traverse» heraus.

## Geschichte
Der Verlag wurde 1985 durch zwei Historiker als «Chronos Verlag für Geschichte» gegründet. Die ersten Veröffentlichungen umfassten  Arbeiten aus dem universitären Umfeld, darunter das von Erich Gruner mitverfasste und herausgegebene, vier Bände umfassende Werk «Arbeiterschaft und Wirtschaft in der Schweiz 1880–1914».
Danach gab der Chronos Verlag weitere Bücher zu wirtschafts- und sozialgeschichtlichen Themen heraus, unter anderem auch Publikationen wie die Studien der Unabhängigen Expertenkommission Schweiz – Zweiter Weltkrieg (UEK). Zu den bedeutenden Titeln zählen unter anderem «Die Schweiz und die Juden 1933–1945» von Jacques Picard, «Europa und die Schweiz 1945–1950» von Hans Ulrich Jost und «Im Lande des Blutes und der Tränen» von Jakob Künzler.
Ab den 1990er Jahren begann der Verlag sein Verlagsprogramm auf Fachbücher und Sachbücher auszuweiten. Gleichzeitig wurde der Bereich Wirtschafts- und Sozialgeschichte mit kulturgeschichtlichen und politischen Themen ergänzt. Seit 1994 gibt der Chronos Verlag drei Mal jährlich die sich an Geschichtsforschende richtende Zeitschrift Traverse heraus. Mit 58 veröffentlichten Titeln erreichte der Verlag 2001 seinen  Höhepunkt in der Buchproduktion. Insgesamt führt der Verlag mehr als 900 Titel.